# 波特爾岩
83°50′S 165°36′E / 83.833°S 165.600°E
波特爾岩是南極洲的岩石，位於沙克爾頓海岸，屬於亞歷山德拉皇后山脈的一部分，處於費爾柴德峰西北面2.8公里，海拔高度1,990米。